# Episodi di From (terza stagione)
La terza stagione della serie televisiva From, composta da 10 episodi, sarà distribuita negli Stati Uniti d'America da MGM+ dal 22 settembre al 24 novembre 2024.
In Italia la serie sarà distribuita da Paramount+ dal 4 ottobre 2024.
| nº | Titolo originale         | Titolo italiano           | Pubblicazione USA | Pubblicazione Italia |
| -- | ------------------------ | ------------------------- | ----------------- | -------------------- |
| 1  | Shatter                  | A pezzi                   | 22 settembre 2024 | 4 ottobre 2024       |
| 2  | When We Go               | Quando ce ne andremo      | 29 settembre 2024 | 11 ottobre 2024      |
| 3  | Mouse Trap               | Trappola per topi         | 6 ottobre 2024    | 18 ottobre 2024      |
| 4  | There and Back Again     | Andata e Ritorno          | 13 ottobre 2024   | 25 ottobre 2024      |
| 5  | The Light of Day         | La Luce del Giorno        | 20 ottobre 2024   | 1º novembre 2024     |
| 6  | Scar Tissue              | Tessuto Cicatriziale      | 27 ottobre 2024   | 8 novembre 2024      |
| 7  | These Fragile Lives      | Vite fragili              | 3 novembre 2024   | 15 novembre 2024     |
| 8  | Thresholds               | Soglie                    | 10 novembre 2024  | 22 novembre 2024     |
| 9  | Revelations: Chapter One | Rivelazioni, Capitolo Uno | 17 novembre 2024  | 29 novembre 2024     |
| 10 | Revelations: Chapter Two | Rivelazioni, Capitolo Due | 24 novembre 2024  | 29 novembre 2024     |

## A pezzi
- Titolo originale: Shatter
- Diretto da: Jack Bender
- Scritto da: John Griffin e Jeff Pinkner (storia); John Griffin (sceneggiatura)

### Trama
Nel mondo esterno, Tabitha scopre di essere in un ospedale a Camden, nel Maine. Esce di nascosto dall'ospedale, confusa su come ci sia arrivata e su dove andare. Chiama sua madre per avvisarla che è viva. Non sa cosa fare, sa che tanto se dicesse la verità nessuno la crederebbe. Successivamente, trova un indirizzo scritto in fondo alla scatola del pranzo di Victor e, arrivata lì, incontra Henry, il padre di Victor. Nel villaggio, Jim vuole a tutti i costi trovare sua moglie e, insieme a Kenny, vanno alla ricerca del faro. Lungo la strada, notano dei manichini strani, proseguendo trovano diverse capanne di legno finora sconosciute e decidono di accamparsi lì per la notte. Jim però ha un ripensamento, si pente di aver lasciato i figli da soli in città, quindi decide di voler ritornare a casa il mattino seguente. Alla Casa Coloniale, si scopre che tutti i raccolti rimasti sono improvvisamente marciti, lasciando gli animali da fattoria come unica fonte di cibo. Con le risorse in diminuzione, diversi abitanti del villaggio, tra cui Randall, tentano di rubare gli animali, provocando la rabbia di Victor che li minaccia con la pistola. Giunge poi Boyd che riesce a dissuaderli e a calmare le acque. Elgin intanto continua ad avere visioni sulla donna che voleva ucciderlo durante la notte, mentre Jade sta cominciando ad impazzire nel tentativo di capire il significato del simbolo. Quella notte, le creature liberano gli animali dai recinti per attirare i residenti fuori dalle loro case. Boyd, Jade, Victor e Tian-Chen escono per provare a riprendere alcuni animali. Ethan, vedendo la capretta a cui era affezionato scappare, apre la porta, ritrovandosi davanti una delle creature. La sorella lo porta fuori, dove vengono scortati da Sara, giunta in loro aiuto, nell'autobus di Randall che li fa entrare per salvarli. Jade e Victor riescono a recuperare molti degli animali più piccoli, dopo che Victor ha aiutato Jade a salvarsi da una delle creature. Mentre Boyd e Tian-Chen scortano una mucca fino al fienile. Dopo che Boyd ha posizionato un talismano, si scopre che diverse creature si erano già nascoste all'interno del fienile e ammanettano sia lui che Tian-Chen. Boyd implora loro di uccidere solo lui e salvare la donna, ma le creature rispondono che ciò non sarebbe divertente. Dunque costringono Boyd a guardarli mentre torturano Tian-Chen fino alla morte.

## Quando ce ne andremo
- Titolo originale: When We Go
- Diretto da: Jack Bender
- Scritto da: John Griffin e Jeff Pinkner (storia); John Griffin (sceneggiatura)

### Trama
Jade entra nel fienile e trova il cadavere mutilato di Tian-Chen e Boyd che mormora istericamente, ammanettato a un pilastro, finché Jade lo libera. Kristi e Donna provano a rincuorare Boyd, ma in realtà pensano che sia tutto inutile e che tanto i mostri vinceranno sempre. Jim e Kenny trovano tantissime verdure fresche vicino alle capanne di legno e ne portano alcune al villaggio. Quando arrivano però scoprono che la madre di Kenny è morta. Kristi e Jade preparano il corpo di Tian-Chen per il funerale, seguendo le istruzioni di Kenny che non voleva vederla in quello stato. Victor dice di voler andare via, che lì non può più restare. Alla Casa Coloniale, Fatima affronta complicazioni con la sua gravidanza e cerca assistenza medica in clinica. Marielle la visita e scopre che è gravemente malnutrita. Tornata alla Casa Coloniale, incapace di mangiare cibo normale, Fatima mangia impulsivamente verdure marce che le placano la fame. Julie intanto affronta il padre, gli dice che, essendo passati già 4 giorni, ormai la mamma è morta e lui deve ora pensare ad occuparsi dei due figli piuttosto che continuare invano a cercarla. Nel mondo esterno, il padre di Victor non crede alle parole di Tabitha. Lei le fa vedere notizie su internet delle persone scomparse, ma lui continua ad essere diffidente. Cambia tutto quando Tabitha gli nomina la torre e i bambini da salvare. A quel punto Henry mostra a Tabitha una serie di dipinti creati dalla madre di Victor che raffigurano il villaggio. Dice che la donna affermava di avere delle allucinazioni su questo posto misterioso che poi raffigurava nei dipinti. La donna affermava inoltre che nessuno avrebbe mai trovato quel luogo, e che in quel luogo c'erano tante persone perse, impaurite, e senza possibilità di fuga, dato che non avrebbero mai vinto la battaglia. L'unica cosa che potevano fare era aggrapparsi alla speranza, e quando anche questa spariva, si univano per farsi manforte tra di loro. Tra le tante persone di quel posto lei sosteneva di essere la prescelta per liberare i bambini dalla torre, facendo credere a Tabitha di essere stata scelta anche lei proprio come sua moglie. Dopo il funerale di Tian-Chen, Boyd è stanco di stare sulla difensiva e vuole passare all'attacco, quindi chiede a Ellis di aiutarlo per provare a catturare una delle creature, così da saperne di più su di loro. Intanto, ritornato in casa, Jim sente il telefono suonare e la voce dall’altro capo sostiene di essere suo figlio morto, Thomas.

## Trappola per topi
- Titolo originale: Mouse Trap
- Diretto da: Jack Bender
- Scritto da: Brigitte Hales

### Trama
Jim comunica con la voce al telefono, che lo schernisce riguardo alla sicurezza dei suoi figli e al fatto che li ha lasciati soli, facendolo diventare irrequieto. Boyd parla col figlio riguardo al loro obiettivo, ma Donna li invita a rivedere il piano, visto che le creature sembrano inscalfibili. Alla Casa Coloniale, Tillie scopre Fatima che mangia verdure marce e cerca di confortarla riguardo al bambino con una lettura dei tarocchi, ma un corvo le interrompe sbattendo contro una finestra, rompendola. Si dimena all'interno dell'abitazione fino a schiantarsi contro un muro e morire. Intanto Victor ritorna e va da Sara, le dice che devono costruire un fortino e che le racconterà una storia. Kenny guida un piccolo gruppo composto da Jade, Kristi e Dale alle capanne di legno per raccogliere più cibo. Jade diventa paranoico dopo aver avuto delle allucinazioni e tenta di tornare di corsa in città, anche sapendo che non arriverebbe prima del tramonto. Kristi cercando di fermarlo gli corre dietro, ma la sua gamba rimane incastrata in una trappola per orsi finché Kenny, Jade e Dale riescono a liberarla in tempo. Intanto anche Randall ritorna ad avere allucinazioni sulle cicale. Poco dopo va da lui Boyd che gli propone di restare la notte sull'autobus per poter osservare meglio le creature, visto il cambio di strategia che vuole attuare. Nel mondo esterno, Tabitha cerca di decifrare i dipinti della madre di Victor, ma sente un rumore di bottiglie. Allora Henry le mostra un albero di bottiglie nel suo giardino, simile a quello trovato vicino al villaggio, ma senza un buco al suo interno. Henry le rivela che quella è solo una copia, e che l'albero di bottiglie originale si trova in un parco. Proprio lì sua moglie aveva iniziato ad avere allucinazioni. Ma mentre si stanno dirigendo lì si verificano una serie di coincidenze: Henry mette una canzone alla radio dicendo che l'aveva dedicata a sua moglie, ma Tabitha afferma che quella stessa canzone era la preferita sua e di Jim; nel cruscotto trova un bracciale che lei aveva regalato a Jim da giovani, ma Henry le dice che quello era un regalo di sua moglie che lui teneva conservato in auto per ricordo. A questo punto Tabitha comincia a pensare di trovarsi ancora nella cittadina, e che quella sia l'ennesima allucinazione e illusione. Anche perché tra tanti posti è strano che lei si sia svegliata esattamente nella città dove il padre di Victor vive. Mentre riflette su queste cose vengono colpiti da un veicolo in arrivo. Tabitha si risveglia più tardi sul retro di un’ambulanza accanto a un Henry incosciente, ma il percorso dell’ambulanza viene improvvisamente bloccato da un albero caduto. 

## Andata e Ritorno
- Titolo originale: There and Back Again
- Diretto da: Jack Bender
- Scritto da: Kristen Layden

### Trama
Nel villaggio, Ethan comunica al telefono con la voce di Thomas, che gli dice che sua madre è su un'ambulanza in arrivo e che lui dovrà aiutarla. Victor rivela a Sara che da bambino raccoglieva gli oggetti appartenenti agli abitanti deceduti del villaggio, così da poter ricordarsi di loro. Comincia a disperarsi quando si rende conto di non trovare il ricordo di Christopher, l'uomo nella foto tenuta da Jade. Poco dopo afferma che "ora sa cosa manca", facendo riferimento al pupazzo che Christopher portava spesso con sé e che più volte è stato visto da Jade spaventandolo. Anche a lei racconta che Christopher ha cambiato totalmente atteggiamento da quando ha cominciato a vedere il simbolo. Intanto, accampati vicino alle capanne di legno, Kenny, Jade e Kristi ricordano Tian-Chen e l'impatto che ha avuto nelle loro vite. Randall accetta di aiutare Boyd a catturare una delle creature e decide di passare la notte con lui sull'autobus. Gli confessa inoltre che lui, Julie e Marielle hanno visto cose estremamente brutte durante il coma. Poco dopo gli dice che è molto strano che non si siano avvicinati, dato che di solito le creature seguono le stesse routine: arrivano alla stessa ora e fanno gli stessi giri. Subito dopo l'ambulanza arriva nel villaggio. Le creature tendono una trappola e attaccano il mezzo, uccidendo gli autisti nonostante gli avvertimenti di Tabitha. Acosta, un'agente di polizia assegnata all’ambulanza, scappa da loro mentre la inseguono. Arriva nei pressi della Casa Coloniale, dove accidentalmente spara alla residente Nicky, nel tentativo di sparare a una delle creature. Sentendo gli spari e sapendo della telefonata ricevuta da Ethan, Jim, Boyd e Randall si avvicinano all'ambulanza: qui Jim e Tabitha si riuniscono. Randall torna al pullman a cercare degli attrezzi per liberare Tabitha dalle manette. Passa gli attrezzi a Boyd ma non riesce a scappare perché viene accerchiato dalle creature, che hanno pure le chiavi dell'ambulanza. Una creatura fa una proposta a Boyd: le chiavi in cambio di Randall. Boyd prende le chiavi e con l'ambulanza porta tutti alla Casa Coloniale, compreso Henry, il padre di Victor, ripresosi dall'incidente. Elgin vede ancora una volta la donna inquietante, stavolta però da sveglio e non durante il sonno, inoltre stavolta lei gli chiede aiuto. Ethan intanto dice a Julie che la vede diversa da quando si è risvegliata dal coma: lei confessa che è perché ha paura, e che durante il coma ha provato tante brutte sensazioni. Nonostante i tentativi di Marielle di salvare Nicky, lei muore. Fatima beve compulsivamente il suo sangue quando è sola. Dopo aver torturato Randall, le creature lo lasciano vivo fuori dalla Casa Coloniale, così che Boyd e Donna possano guardarlo.

## La Luce del Giorno
- Titolo originale: The Light of Day
- Diretto da: Alexandra La Roche
- Scritto da: Brigitte Hales e John Griffin

### Trama
Randall viene portato all'interno della Casa Coloniale e mentre Marielle cerca di ricucirlo, accusa furiosamente Boyd di averlo lasciato a morire. Il gruppo di Kenny ritorna la mattina seguente con tutte le provviste raccolte, e Kristi viene subito portata in clinica per permetterle di riprendersi dalla ferita al piede. Victor intanto si prepara con Sara per andare nei sotterranei a cercare il pupazzo di Christopher, ma prima devono prendere del cibo da portare con loro. Una volta arrivato alla Casa Coloniale si agita molto dopo che Donna gli parla dell'arrivo di suo padre, quindi fugge subito via. Più tardi Donna porta Henry a vedere la stanza di Victor. Poco dopo si tiene una riunione al ristorante perché Tabitha possa spiegare che cosa le è successo. Ma la maggior parte degli abitanti, istigati da Dale, si rivolta rapidamente contro lei e Boyd, accusando lei di non aver fatto abbastanza per salvarli mentre era nel mondo reale e chiedendo di essere portati all'albero delle bottiglie per scappare. Boyd si arrabbia col figlio perché lui, insieme a Fatima, faceva parte di coloro che hanno accusato Tabitha. Acosta si scusa successivamente con Boyd per le sue azioni, ma lui, ancora arrabbiato per ciò che sta succedendo, le risponde male, dicendo che ha solo peggiorato le cose. Elgin confida a Julie le sue visioni della donna mostruosa, insieme vanno in un seminterrato a provare i vestiti tenuti da parte, qui trovano una fotocamera Polaroid e si fanno delle foto. Ellis dice a Fatima di parlargli dei suoi problemi e lei ammette che riesce a mangiare solo verdura marcia e che teme ci sia qualcosa che non va con il bambino. Henry parla con Ethan di Victor, il bambino dice che per lui Victor è il suo migliore amico, anche se a volte è un po' scorbutico. Secondo lui però Victor fa così perché in realtà ha paura che il bambino possa morire, quindi non vuole affezionarsi troppo. Victor e Henry finalmente si incontrano e si riuniscono in lacrime dopo quarant'anni di separazione. Jade, che considera la riunione inutile, preferisce confrontarsi privatamente con Tabitha e le chiede di portarlo all'albero delle bottiglie. Lui qui riflette sull'idea che i numeri all'interno delle bottiglie potrebbero avere qualche significato specifico. Inoltre le dice che anche lui ha visto i bambini inquietanti nei tunnel e li ha visti che cantavano rivolti verso il simbolo. Ad un tratto giunge lì anche Dale che, nonostante gli venga sconsigliato, entra nel buco dell'albero delle bottiglie, convinto che così tornerà al mondo esterno. Dale viene però teletrasportato all'interno delle mura della piscina vuota del villaggio e muore, portando Boyd a rimproverare gli abitanti per non averlo ascoltato. 

## Tessuto Cicatriziale
- Titolo originale: Scar Tissue
- Diretto da: Alexandra La Roche
- Scritto da: Kristen Layden e John Griffin

### Trama
Jim e Tabitha discutono pesantemente tra di loro delle loro decisioni, sia quelle del passato, sia quelle da quando sono arrivati nella cittadina, e Jim se ne va per restare da solo. L'ambulanza viene svuotata dai rifornimenti medici che vengono prontamente portati alla clinica, inclusa una macchina per ecografie. Marielle cambia le bende sulla ferita di Randall e lo invita a stare con lei e Kristi, così non deve vivere da solo. Ellis e Fatima si confidano con Boyd sulle loro preoccupazioni riguardo la gravidanza e i problemi alimentari annessi. Boyd dice loro che c'è la possibilità di farle un'ecografia. Kristi gliela fa, ma scoprono che Fatima non è incinta, non ha nessun bambino in grembo. Donna è molto dispiaciuta per la morte di Dale e, mentre seppellisce il suo corpo tra le rocce, Kenny le chiede di trasferirsi alla Casa Coloniale, in quanto senza i suoi genitori quella non gli sembra più la sua casa. Inoltre, così facendo, la casa può essere occupata da un'intera famiglia. Victor ed Harry decidono di partire insieme per una nuova esplorazione, nonostante l'insistenza di Victor di andare da solo. Vogliono andare nei tunnel per trovare "Jasper", la bambola ventriloqua appartenente a Christopher. Secondo Victor la bambola sa delle cose su quel villaggio e le ha dette a Christopher, ed ora vuole che le dica anche a lui. La riescono a prendere, ma risvegliano alcune creature che li costringono a fuggire di fretta. Inoltre Harry trova inspiegabilmente lì un vestito di sua moglie. Elgin scatta foto agli abitanti della Casa Coloniale e ha una visione della donna in kimono, che afferma di poter aiutare tutti a tornare a casa. Jade intanto riflette con Boyd sul fatto che la madre di Victor è stata l'unica ad aver avuto visioni del villaggio già prima di finirci effettivamente dentro. E se già prima di finire lì lei riteneva importante l'albero con le bottiglie, il cui buco ha portato poi Tabitha al faro, allora quell'albero potrebbe essere la chiave. A Boyd allora viene in mente che anche durante l'esplorazione con Sara ha visto un albero con delle bottiglie, e dice la sua posizione a Jade. Lui vi si reca e qui ha un'allucinazione di Tom, che lo sprona a riflettere meglio. In seguito Tabitha va da Jade con Ethan chiedendogli se possono aiutare a risolvere l'enigma degli alberi, anche solo per distrarre il bambino, ancora scosso dalla discussione dei suoi genitori. Qui Jade rivela loro che le bottiglie di entrambi gli alberi contengono gli stessi numeri, anche se posizionati diversamente e anche se a volte i numeri sono al rovescio. Inoltre alcuni numeri si ripetono più volte. Mentre è con Jade, Tabitha vede i disegni che lui ha fatto dei manichini che si trovano vicino alle capanne di legno, e lei si rende conto che questi sono uguali ai fantocci che vedeva in un incubo ricorrente di quando era bambina. In questo incubo vedeva anche tre rocce con la punta insanguinata, proprio come quelle viste da Jade vicino i manichini. 

## Vite fragili
- Titolo originale: These Fragile Lives
- Diretto da: Bruce McDonald
- Scritto da: John Griffin e Jeff Pinkner (storia); John Griffin (sceneggiatura)

### Trama
Fatima, subito dopo aver ricevuto l'esito dell'ecografia, confessa a Kristi le sue voglie, e Kristi crede che stia vivendo una gravidanza psicosomatica. Fatima insiste che la sua gravidanza sia reale, che lei sente davvero di avere un bambino, poi va via arrabbiata dalla clinica. Kristi afferma che ci sono due possibilità: o quel posto le sta facendo credere di essere incinta o, peggio ancora, sta crescendo qualcosa di anomalo dentro di lei. Preoccupata che lei possa rappresentare una minaccia per la Casa Coloniale, Donna dice a Boyd che, anche se non con urgenza, Fatima dovrebbe andarsene dalla struttura, per evitare di mettere a rischio la vita degli altri residenti. Victor diventa ossessionato dall'idea di far parlare "Jasper", il che preoccupa molto Henry che vede suo figlio troppo accanito su un semplice pupazzo. Victor va da Sara per chiederle di aiutarlo a far parlare il pupazzo, mentre suo padre va da Donna per sfogarsi sulla situazione che sta vivendo. Intanto la macchina fotografica di Elgin produce uno scatto, anche se non toccata da nessuno, che mostra l'ingresso di una cantina. Elgid, investigando, entra nella cantina e trova una porta nascosta, entra nella porta e trova un cadavere. Acosta, arrivata da poco e ancora piena di domande, interroga Kenny sulla natura della città ed esprime la sua sfiducia nei confronti di Boyd. Poi irrompe nella stazione dello sceriffo per riprendersi la sua pistola e litiga con Boyd, provocandolo sul fatto che non sta riuscendo per niente a raggiungere il suo scopo, cioè mantenere tutti in vita. Boyd le restituisce l'arma ma scarica, dicendole che avrà i colpi solo quando lo merita. Jade, Tabitha ed Ethan si recano alle capanne di legno dove Jim sta raccogliendo cibo. Tabitha riflette con suo marito sul fatto che forse potrebbe essere la seconda persona (dopo la madre di Victor) ad aver avuto visioni di quel posto anche prima di finirci veramente. Qui trovano i manichini e le rocce insanguinate, mostrate anche negli incubi di Tabitha. La donna in realtà si rende conto che non ricorda dal sogno solo gli oggetti in sé, ma tutta l'ambientazione. Jade teorizza che lei fosse destinata a trovare la città. Julie intanto comincia a sballarsi con Randall, che poco dopo intende insegnare a Julie a guidare. Improvvisamente però l'uomo ha visioni delle cicale, quindi frena bruscamente e scappa nella foresta, inseguito da Julie. I due trovano delle rovine ed entrambi sentono una strana sensazione. Ellis confida a Tillie, la signora anziana, di temere di perdere Fatima, e Tillie promette di aiutarlo. Più tardi, Fatima prova improvvisamente un dolore intenso alla pancia ed è consolata da Tillie ed Ellis, ma perde rapidamente il controllo e pugnala Tillie, uccidendola.

## Soglie
- Titolo originale: Thresholds
- Diretto da: Bruce McDonald
- Scritto da: John Griffin e Jeff Pinkner (storia); John Griffin (sceneggiatura)

### Trama
Boyd viene a sapere che Fatima è responsabile dell'uccisione di Tillie, quindi la porta in un capanno lontano e finge di non sapere niente sul colpevole. Mentre Acosta e Kenny iniziano a interrogare tutti, Donna e molti altri residenti sospettano Sara dell'omicidio. Mentre è sola, Fatima ha una visione della donna in kimono. Jim affronta furiosamente Jade al bar per aver portato Tabitha all'accampamento nella foresta, ma un Henry ancora stordito dalla sbornia usa le sue esperienze passate per aiutare Jim a calmarsi. Julie ed Ethan esplorano le rovine dove Julie aveva avuto la strana sensazione mentre era con Randall. Qui Julie ha una visione della prigione sotterranea. Sente la voce di Boyd che si dispera per uscire dal pozzo, quindi Martin, l'uomo imprigionato, le dice di salvarlo lanciandogli la corda. Fugge dalla prigione e si ritrova nei sotterranei, dove sente la voce di sua madre e di Victor mentre tentano di uscire da lì dopo che la donna è caduta dalla buca da lei scavata. Sta rivivendo dunque una sorta di flashback. Durante la visione subisce una crisi epilettica, quindi Ethan va a cercare aiuto. Giungono Acosta e Kenny che la risvegliano. Sara dice che Victor vuole aiuto da Tabitha per far parlare "Jasper". Lui ricorda il giorno in cui lo vide parlare con Christopher, ma poco dopo gli ritorna in mente che in realtà l'uomo stava parlando col bambino vestito di bianco. A Victor dunque ritornano in mente le cose che il bambino rivelò a Christopher in quel momento: che le risposte finali si trovano all'inizio, che era iniziato tutto con i bambini e con il male che gli avevano fatto le persone che amavano, di cui loro si fidavano, e infine che i bambini erano nati nell'oscurità ed erano stati uccisi nell'oscurità. Ma qualcuno che amavano gli raccontò una storia che diede loro speranza e, sdraiati sulla pietra, riversarono tale speranza nelle radici che crearono quel simbolo (proprio come nella visione di Jade), e da quelle radici crebbe l'albero magico. Il bambino cercò di dire a Christopher che per salvare i bambini, l'uomo avrebbe dovuto attraversare quell'albero, ma lui invece si arrabbiò e non lo ascoltò. Victor poi in seguito riferì le parole del bambino alla madre, ecco perché poi lei provò ad andare sulla torre, cosa che portò involontariamente alla sua morte. Boyd informa Donna che è stata Fatima a uccidere Tillie. Donna cerca di far capire a lui ed Ellis che Fatima è diventata troppo pericolosa e sarebbe rischioso per la vita di tutti non avvisarli della sua situazione. La macchina fotografica di Elgin continua a scattare foto autonomamente. Il ragazzo dunque segue le indicazioni delle foto: si preleva del sangue con un kit da trasfusioni e poi trova la capanna in cui è nascosta Fatima. Boyd, per salvare Fatima ed Ellis, propone al figlio di andare a vivere con lei nella capanna abbandonata, ma quando arrivano la trovano vuota. Elgin conduce Fatima nella cantina che aveva trovato dalle foto precedenti, facendole credere che lì troverà Ellis. Le dice inoltre che dentro di lei c'è un bambino, ma non è il suo. Quando lei si rende conto dell'inganno, tenta di scappare, ma è come se venisse bloccata dal suo corpo, che le impedisce di uscire di lì. Elgin le dice che quella è la dimostrazione che il bambino vuole rimanere lì. Dunque la intrappola dietro la porta nascosta nella cantina.

## Rivelazioni, Capitolo Uno
- Titolo originale: Revelations: Chapter One
- Diretto da: Jack Bender
- Scritto da: John Griffin e Jeff Pinkner (storia); John Griffin (sceneggiatura)

### Trama
Boyd ed Ellis iniziano a cercare Fatima, ma il Parkinson di Boyd lo costringe a fermarsi. Elgin dice a Fatima che non è sua prigioniera, che la tiene chiusa lì per il suo bene, e che il bambino che ha dentro di lei non è crudele, ha fatto cose brutte solo perché impaurito ed affamato. Elgin subito dopo dà da mangiare il proprio sangue a Fatima, che lo accetta con avidità, portando ad un rapido avanzamento della sua gravidanza. Julie si riprende dall'attacco epilettico e Jim va da Randall a chiedere spiegazioni su cosa stesse facendo con sua figlia. Lui gli suggerisce di esser più presente come genitore piuttosto che insistere sul capire come portare via da lì la sua famiglia. Victor, avendo raccontato alla madre quanto detto dal bambino vestito di bianco a Christopher, si sente responsabile per la sua morte. Per questo butta via tutti i ricordi disegnati, ritenendoli solo dannosi, e si prepara ad abbattere l'albero di bottiglie, ma il bambino vestito di bianco lo ferma. Il bambino dice che l'albero è importante e che lui ha provato ad aiutarli, ma con Christopher non ottenne risultati. Per questo pensa che i cittadini potrebbero capire qualcosa in più solo se ci arrivano da soli. Victor lo implora di aiutarli, lui ribadisce di non tagliare l'albero e scappa via. Sara ritorna a sentire le voci, subito dopo va da Boyd e gli spiega che le voci le hanno detto che Fatima non è scappata, ma è stata rapita. Le voci glielo hanno detto ridendo, perché tanto già sanno che non la troverebbero in tempo e che quindi non potrebbero salvarla. Donna cambia idea, non vuole più dire a tutti la verità sull'omicidio compiuto da Fatima, in quanto lei era amata da tutti, e tale notizia sconvolgerebbe l'intera comunità. Subito dopo giunge Boyd e dice a Donna ciò che ha sentito Sara. Quindi Donna organizza un'assemblea al ristorante appena riaperto, e tutti si dividono in coppie per cercarla. Boyd dice a Kenny che il suo Parkinson è peggiorato e che Kenny deve prepararsi a prendere il comando. Lui dunque accetta di ritornare ad essere il suo vice. Elgin cerca di convincere Ellis che la scomparsa di Fatima potrebbe essere anche una cosa positiva per lei e che andrà tutto bene, rendendo Ellis sospettoso nei suoi confronti. Ancora intrappolata, Fatima trova una maniglia nascosta sul pavimento, ma la donna in kimono appare e le tiene la bocca chiusa per impedirle di fare rumore. Mentre Julie racconta alla madre che quando è svenuta ciò che ha visto le sembrava molto realistico, e non una semplice visione, Tabitha vede uno dei bambini, che lei e Julie seguono. Giungono nel seminterrato e lì trovano Victor, che spiega loro che è lì che la mamma ha salutato lui e sua sorella per l'ultima volta. Si sente responsabile per la sua morte, quindi Tabitha lo rincuora. Subito dopo Tabitha ha una visione della morte di Miranda, la madre di Victor, rimanendo sconvolta e uscendo dalla cantina in lacrime. 

## Rivelazioni, Capitolo Due
- Titolo originale: Revelations: Chapter Two
- Diretto da: Jack Bender
- Scritto da: John Griffin e Jeff Pinkner (storia); John Griffin (sceneggiatura)

### Trama
Ellis deduce che Elgin sa dove si trova Fatima, così Boyd lo confina alla Casa Coloniale e lo interroga. Boyd avvisa anche Sara della situazione perché pensa che se qualcosa sta parlando con Elgin, allora Sara può capirlo, avendo anche lei un forte legame con quel posto. Elgin confessa di aver parlato con la donna in kimono, di aver seguito le sue indicazioni, e che il bambino di Fatima li libererà, grazie a quel bambino saranno tutti salvi. Victor porta Henry alla tomba di Miranda e confessa di essere responsabile della sua morte. Henry gli dice che non è colpa sua, che sia lui che la madre stavano agendo cercando di fare la cosa migliore per tutti. Randall, stanco di avere il suono delle cicale costantemente in testa, tenta di suicidarsi, ma Marielle lo ferma. Subito dopo Kristi chiede spiegazioni a Marielle del perché Julie e Randall abbiano reagito così male dopo il periodo di coma, mentre lei sembra esser indifferente. Boyd passa alle maniere forti, affronta Elgin da solo e lo tortura, colpendogli la mano con un martello, ma lui continua a non voler dire nulla. Successivamente, Sara dice ad Elgin che le voci che sente portano solo a cose negative, così come accaduto a lei. Ma i mostri sono troppo convincenti, quindi lui è seriamente convinto di stare a fare del bene, per questo non confesserà mai. E Boyd è troppo buono per fargli cose più gravi. Per questo tortura Elgin in modo ancora più violento, rimuovendogli l'occhio sinistro con un cacciavite. A questo punto lui rivela il nascondiglio di Fatima. Julie dice ad Ethan che quello che ha visto quando è svenuta alle rovine non era un semplice sogno, ma sembrava vero. Gli dice anche che potrebbe aver rivisto eventi già accaduti (i tre imprigionati e la madre e Victor nei sotterranei). Ethan allora dice a Julie che lei è una Esploratrice, una persona che può viaggiare nei capitoli precedenti di una storia, ma senza cambiarla, può solo osservare. La donna in kimono ferma in tempo Fatima che si stava conficcando un pezzo di vetro nella pancia e, subito dopo, la aiuta a partorire, per poi sparire aprendo la maniglia nascosta sul pavimento e portando con lei anche la creatura appena nata. In quel momento arrivano Boyd ed Ellis, che finalmente hanno ottenuto la posizione da Elgin. Fatima rivela che le creature hanno ottenuto l'immortalità sacrificando i loro figli ad una certa entità. Boyd apre la maniglia nascosta, dice ad Ellis e Fatima di ritornare in città, e scende da solo. Si ritrova nei sotterranei e qui assiste alla rinascita della creatura sorridente, quella che Boyd aveva ucciso usando il parassita e il cui cadavere era stato in seguito bruciato. Jim, Tabitha e Jade scoprono che i numeri presenti nelle bottiglie prese dall'albero si riferiscono a note musicali. Proprio in quel momento a Jade risuona in mente una melodia e lui unisce le note per capire come suonarla. Suonano la musica vicino all'albero di bottiglie, e ciò porta i bambini ad avvicinarsi. Scoprono che la parola insensata che dicevano significa "ricordaci". I bambini infatti aiutano Tabitha e Jade a ricordare le loro vite passate: loro due erano già stati lì, in particolare Tabitha era Miranda e Jade era Christopher, ecco perché Tabitha riuscì a percepire benissimo la sensazione della morte di Miranda, ed ecco perché anche Henry aveva ricevuto in regalo dalla moglie un bracciale uguale a quello di Jim. Sia Miranda sia Christopher sono morti cercando di salvare i bambini, ed ora sono stati rimandati lì nella loro nuova vita per cercare nuovamente di salvarli, avendo fallito la prima volta. Ecco perché tra tutti i cittadini, solo Tabitha e Jade riescono a vederli. In particolare Miranda aveva una spinta in più, dato che sua figlia era una dei bambini da salvare. E la sua profonda tristezza per non esserci riuscita, viene percepita alla perfezione da Tabitha. La donna dice a Jim di voler stare un po' sola, e va via. Subito dopo Jim si imbatte in una Julie molto diversa, con i capelli corti, vestiti diversi ed una guancia graffiata. La ragazza dice al padre di scappare e di ritornare a casa, perché sono in pericolo ed è quello l'esatto momento in cui lei deve cambiare la storia. Subito dopo i due vengono raggiunti da un misterioso uomo con un abito giallo. L'uomo dice che "la conoscenza ha il suo prezzo", e che sua moglie non doveva scavare quel buco (proprio come gli era stato riferito dalla voce alla radio). A quel punto l'uomo misterioso squarcia la gola di Jim, uccidendolo. 